# Meshari

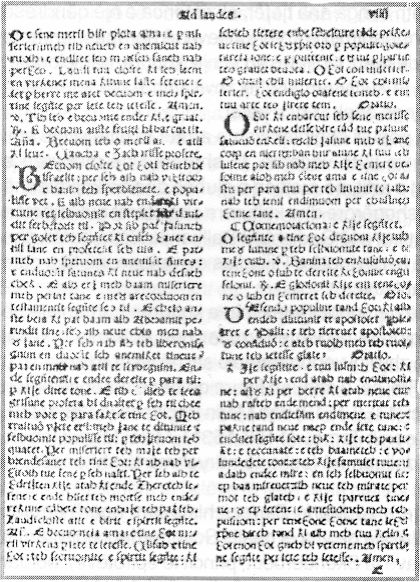
Página del Meshari.

Meshari (en idioma albanés: Libro de Oración, misario) es el primer libro escrito en idioma albanés. El libro fue escrito por Gjon Buzuku, un clérigo católico, en 1555. El libro contiene 188 páginas y está escrito en dos columnas. El Meshari es una traducción de las partes principales de la Liturgia católica al albanés. Contiene las liturgias de las fiestas religiosas principales del año, comentarios del libro de oraciones, extractos de la Biblia, así como ritos y catecismos. Fue escrito para ayudar a los cristianos albaneses a rezar sus servicios religiosos diarios. La única copia conocida de este libro se encuentra actualmente en la Biblioteca del Vaticano.
El Meshari fue descubierto en 1740, perdido y redescubierto en 1909. En 1930, el libro se fotocopió y se llevó a Albania. En 1968 fue publicado con transliteraciones y comentarios hechos por lingüistas.
El Meshari está escrito en el dialecto del norte (gegërisht), en alfabeto latino, con algunas letras modificadas. El libro contiene un vocabulario rico y su ortografía y gramática parecen ajustarse a normas establecidas, lo cual es indicativo de una tradición más temprana en la escritura de la lengua albanesa.